# Pedicia goldsworthyi
Pedicia goldsworthyi är en tvåvingeart som beskrevs av Petersen 2006. Pedicia goldsworthyi ingår i släktet Pedicia och familjen hårögonharkrankar. Inga underarter finns listade i Catalogue of Life.